# 劳西茨地区福斯特
劳西茨地区福斯特（德語：Forst (Lausitz)，發音：[ˈbarɕtɕ ˈwuʒɨtsa]），简称福斯特（德語：Forst，發音：[fɔʁst] ⓘ），是德国勃兰登堡州施普雷-尼斯县的城市，也是施普雷-尼斯县的县治，面积110.7平方千米，2023年12月31日人口为17,721人。